# František Viktor Veselý
František Viktor Veselý též František Vítězslav Veselý nebo jen Viktor Veselý či Vítězslav Veselý (22. ledna 1853 Nová Paka – 27. listopadu 1907 Praha), byl rakouský statkář a politik z Čech, v 2. polovině 19. století poslanec Říšské rady.

## Biografie
V roce 1880 se stal starostou Čertous v roce 1880. V letech 1890–1907 byl kronikářem obcí Čertousy a Horní Počernice a sepsal dějiny těchto vesnic. Patřil mu statek v Čertousích. Byl též členem správní rady Spolkového rolnického cukrovaru ve Vinoři.
Působil i jako poslanec Říšské rady (celostátního parlamentu Předlitavska), kam usedl ve volbách roku 1885 za kurii venkovských obcí v Čechách, obvod Karlín. Mandát obhájil ve volbách roku 1891, nyní za obvod Příbram, Hořovice atd. Rezignoval 21. dubna 1894. Ve volebním období 1885–1891 se uvádí jako Franz Victor Veselý, kanovník, bytem České Budějovice.
Na Říšské radě se přidal k Českému klubu, který od konce 70. let sdružoval staročechy, mladočechy, českou konzervativní šlechtu a moravské národní poslance. V rámci Českého klubu se v roce 1888 uvádí jako staročech. V roce 1890 ovšem přestoupil do samostatného mladočeského poslaneckého klubu.
Zemřel v listopadu 1907 v Praze. Pohřben byl v Chvalech.